# 8088 Australia
A 8088 Australia (ideiglenes jelöléssel 1990 SL27) a Naprendszer kisbolygóövében található aszteroida. G. R. Kastel',  Ljudmila Vasziljevna Zsuravljova fedezte fel 1990. szeptember 23-án.